# Josse
Josse (gaskonsko Jòssa) je naselje in občina v francoskem departmaju Landes regije Akvitanije. Naselje je leta 2009 imelo 793 prebivalcev.

## Geografija
Kraj leži v pokrajini Gaskonji 21 km jugozahodno od Daxa.

## Uprava
Občina Josse skupaj s sosednjimi občinami Bénesse-Maremne, Capbreton, Labenne, Orx, Saint-Jean-de-Marsacq, Sainte-Marie-de-Gosse, Saint-Martin-de-Hinx, Saint-Vincent-de-Tyrosse, Saubion in Saubrigues sestavlja kanton Saint-Vincent-de-Tyrosse s sedežem v Saint-Vincentu. Kanton je sestavni del okrožja Dax.

## Zanimivosti
- cerkev sv. Vere Aženske (Sainte Foy d'Agen) iz 13. stoletja,
- most na reki Adour Pont de la Marquèze.